# Unheilig
Unheilig (рус. Нечестивый, немецкое произношение: [ˈˈʊnˌhaɪlɪç]) — немецкая группа, образованная в 1999 году совместно музыкантом и композитором под сценическим псевдонимом Граф (Der Graf), и Грантом Стивенсом (Grant Stevens) — автором песни «Everlasting Friends» из телевизионной рекламы Holsten Pilsener и Хозе Альварез-Бриллем (Jose Alvarez-Brill), принимавшем участие в Wolfsheim, Witt, De/Vision.

## История

### 2000: «Phosphor» и «Sage Ja!»
Группа выпустила свой первый сингл, «Sage Ja!», в конце 1999 года при содействии лейбла Bloodline Records. В феврале 2000 года был издан дебютный студийный альбом Phosphor.
После участия в фестивалях Zillo Open Air, Wave-Gotik-Treffen (Лейпциг), Doomsday Festival и Woodstage Festival основатель коллектива, Граф, приступил к работе в студии. В 2002 году был выпущен альбом Frohes Fest, содержащий музыкальные композиции, посвящённые Рождеству. В феврале 2003 года вышел второй студийный альбом Das zweite Gebot, презентация которого состоялась в рамках концертного тура совместно с группой L'Âme Immortelle.

### 2003: «Das zweite Gebot»
«Das zweite Gebot» («Вторая заповедь»), явившийся в апреле 2003 года, стал в некотором роде переломной точкой в творчестве Графа: он почти отказался от английских текстов (родной язык давал ему больше возможностей для выражения мыслей) и окончательно отделился от бывших соратников и продюсеров, поставивших неприемлемые для Графа условия о содержании текстов и музыки. Так как, по сути, солист и так поддерживал проект в одиночку, это не повлияло на творческий потенциал группы: Граф в любом случае не собирался бросать начатое. Само название альбома (вторая заповедь — «не сотвори себе кумира») для Графа своего рода девиз: он нередко признавался, что творит в первую очередь музыку, пряча собственную личность за похоронным костюмом и «маской» с белыми глазами, не давая слушателю возводить в культ обычного человека просто потому, что истинного «лица» Графа за этой личиной не видно.

### 2004: «Zelluloid»
В феврале 2004 года вышел новый альбом Unheilig — «Zelluloid». Многие сходятся во мнении, что с этой пластинки стоит начинать знакомство с творчеством группы: альбом, по собственному признанию Графа, получился в некотором роде автобиографическим, и это сказалось на «искренности» звучания.

### 2006: «Moderne Zeiten»
В январе 2006 года Unheilig выпускают пластинку «Moderne Zeiten». Тематически он продолжал то, что начиналось, как «Zelluloid», то есть некоторую автобиографическую линию в уже выработанном стиле Графа: с музыкой, и напевной, и танцевальной, с текстами, под которые одинаково легко улыбаться и грустить. В плане осмысленности лирики Unheilig, пожалуй, вот уже почти десяток лет остаются непревзойдёнными на немецкой сцене: множество полюбивших эту группу людей начали изучать немецкий язык только для того, чтобы полностью вникать в смысл написанного Графом.

### 2008: «Puppenspiel» и концерт «Unheilig & Friends»
22 февраля 2008 года состоялся релиз нового альбома «Puppenspiel», к которому был приурочен Puppenspieler Tour 2008, в рамках которого Граф во второй раз в своей сценической жизни посетил Россию. Тур был готов сорваться из-за проблем со связками исполнителя, однако со свойственным ему тактом Граф не отменил поездку, а перенёс на некоторое время.
В конце 2008 года Графом и его командой была заложена многообещающая традиция в виде концертного проекта «Unheilig & Friends», в рамках которого на одной сцене выступили коллективы Eisbrecher, основанный бывшим солистом Megaherz Алексом Вессельски (Alexx Wesselsky), и поддерживаемый Графом Staubkind, основанный экс-гитаристом Terminal Choice Луисом Манке (Louis Manke). По последним данным, участвовать в проекте «Unheilig & Friends» согласилась группа Down Below, продвигаемая клавишником Графа, Хеннингом (Henning Verlage).
Примерно в это же время Граф отказался от своего «готического» имиджа с белыми линзами (что было оправдано ввиду ухудшившегося зрения), был задействован в нескольких телевизионных проектах и вёл достаточно заметную общественную и благотворительную деятельность. Среди прочего, был также снят фильм о группе «Ein Leben für Musik» («Жизнь ради музыки», 2008, канал DMAX), слегка приоткрывший «изнанку» концертной и общественной жизни коллектива. Как при этом общительный музыкант умудрился сохранить инкогнито реального имени и возраста, оставаясь действительно близким к людям, с которыми контактировал на концертах и автограф-сессиях, остаётся загадкой.

### 2009: «Grosse Freiheit» и «Lichter Der Stadt»
В конце 2009 года был объявлен релиз альбома «Grosse Freiheit» («Великая свобода»), и уже в феврале 2010 года пластинка увидела свет. «Великая свобода» стала в некотором роде «великой дерзостью» Графа: будучи на голову выше в плане мелодики, чем его предыдущие альбомы, этот диск нашёл идеальный баланс, позволяющий слушать эти песни людям с совершенно разными музыкальными вкусами. Неудивительно, что с релизом этой пластинки группа переживает огромный взлёт популярности (по словам Графа, он сам ещё не вполне это осознаёт). «Великая свобода» несёт в себе дух странствий и морских путешествий; Граф признаётся, что задумывал эту пластинку, как некий корабль, наполненный историями. В день релиза альбома канал DMAX выпустил в эфир второй документальный фильм о группе, «Ferne Welt ich komme» («Далёкий мир, я иду»), ставший очередным ненавязчивым взглядом внутрь творческого процесса создания последнего альбома.
16 октября 2010 года в Гамбурге Unheilig выступили с песней «Grosse Freiheit» перед боем Виталия Кличко и Шэннона Бриггса за титул чемпиона мира по версии WBC.
16 февраля 2011 года появилась новость о том, что Unheilig работают над материалом для следующего 8-го альбома Lichter der Stadt (Огни города). Альбом будет концептуальным, как и все предыдущие. Дата релиза пока не определена.
11 мая Unheilig сообщили, что представят две новые песни с «Lichter der Stadt» на концертном туре «Heime Reise Tour». Также была названа предварительная дата выхода нового студийного альбома, который состоится весной 2012 года.
Альбом «Lichter der Stadt» вышел 16 марта 2012 года и уже 27 марта стал золотым.
В октябре 2012 года вышел DVD «Lichter der Stadt / Live» с записью концерта, собравшего 21 июля 2012 года на стадионе «Rhein Energie» в Кёльне 35 000 зрителей.
В середине декабря 2013 года стало известно, что Unheilig примет участие в немецком отборе на конкурс песни Евровидение. Вместе с Unheilig 13 марта в шоу «Unser Song für Dänemark» за путёвку на конкурс сразятся 7 участников. Unheilig представил песню «Als wär’s das erste Mal». По итогам отбора Unheilig занял второе место, уступив группе Elaiza, представившей композицию «Is It Right».

### 2014: «Gipfelstürmer»
В октябре 2014 года Бернд Граф в открытом письме поклонникам Unheilig объявил о том, что готовящийся к выходу альбом Gipfelstürmer станет последним в карьере группы.
12.12.2014 пластинка увидела свет.

### 2016: «Von Mensch zu Mensch»
2 августа 2016 года в своём очередном письме Граф в преддверии последнего концерта в рамках тура «Ein letztes Mal» объявил о выпуске последнего альбома под названием «Von Mensch zu Mensch».
10 сентября 2016 года состоялся последний концерт Графа в Кёльне, ознаменовавший завершение музыкальной карьеры и распад Unheilig. 4 ноября 2016 года вышла заключительная пластинка группы «Von Mensch zu Mensch», посвящённая всем фанатам Unheilig.
6 октября 2017 года вышел сборник лучших композиций и раритетов «Pures Gold — Best of Vol. 2»
Несмотря на отставку Der Graf, Unheilig будет продолжать работать, как группа без него.
С 2018 года Unheilig сообщили, что Сотирия Шенк, известная по группе «Eisblume», получила песни, написанные Графом для неё.
В начале года был проведён тур с её вокальным исполнением этих песен.

### 2025: Возвращение
6 февраля 2025 года Der Graf объявил, что Unheilig возвращаются и выпустят совершенно новый альбом. Кроме того, на конец 2025 года запланирован небольшой тур.

## Состав
- Граф — вокал, программирование
- Кристоф «Лики» Термюлен — гитара
- Хеннинг Ферлаге — клавишные, программирование
- Мартин «Потти» Поттхофф — ударные и перкуссия

## Дискография

### Альбомы
- 2001: Phosphor
- 2002: Frohes Fest
- 2003: Das 2. Gebot
- 2004: Zelluloid
- 2006: Moderne Zeiten
- 2008: Puppenspiel
- 2010: Grosse Freiheit
- 2012: Lichter der Stadt
- 2014: Gipfelstürmer
- 2016: Von Mensch Zu Mensch

### EP и Синглы
- 2000: Sage Ja!
- 2001: Komm zu mir
- 2002: Tannenbaum
- 2003: Maschine
- 2003: Schutzengel
- 2004: Freiheit
- 2006: Astronaut
- 2006: Ich will leben (feat. Project Pitchfork)
- 2008: An Deiner Seite
- 2008: Spiegelbild
- 2010: Geboren um zu leben
- 2010: Für Immer
- 2010: Unter Deiner Flagge
- 2010: Winter
- 2010: Winter Special — (входит в состав релиза Grosse Freiheit Winter Edition)
- 2012: Lichter der Stadt
- 2012: So Wie Du Warst
- 2012: Wie Wir Waren
- 2012: Stark
- 2012: Lichter der Stadt (Winter Edition)
- 2014: Als wär´s das erste Mal
- 2014: Wir sind alle wie Eins
- 2014: Zeit zu gehen
- 2015: Mein Berg
- 2015: Glück auf das Leben

### Live
- 2005: Gastspiel
- 2006: Goldene Zeiten 2CD Limited Edition
- 2008: Vorhang Auf
- 2010: Grosse Freiheit Live
- 2015: Unter Dampf — Ohne Strom (MTV Unplugged)

### DVD
- 2005: Kopfkino
- 2008: Vorhang auf!
- 2008: Goldene Zeiten
- 2010: Sternstunde
- 2010: Grosse Freiheit Live
- 2012: Lichter der Stadt Live
- 2015: Unter Dampf — Ohne Strom (MTV Unplugged)

### Компиляции
- 2008: Schattenspiel (Limited Tour Edition)
- 2010: Zeitreise (Limited Tour Edition)
- 2014: Alles hat seine Zeit — Best of Unheilig 1999—2014
- 2015: Gipfelkreuz
- 2017: Pures Gold — Best of Vol. 2

### Видеоклипы
- «Sage ja!» (2000)
- «Freiheit» (2004)
- «Astronaut» (2006)
- «An deiner Seite» (2008)
- «Geboren um zu leben» (2010)
- «Für immer» (2010)
- «Unter deiner Flagge» (2010)
- «Winterland» (2010)
- «So wie du warst» (2012)
- «Wie wir waren» (2012)
- «Lichter der Stadt» (2012)
- «Stark» (2012)
- «Sonne» (2012)
- «Als wärs’t das erste Mal» (2014)
- «Wir sind alle wie Eins» (2014)
- «Zeit zu gehen» (2014)
- «Mein Berg» (2015)
- «Glück auf das Leben» (2015)
- «Mein Leben ist die freiheit» (2016)
- «Der Himmel über mir» (2017)
- «Sonnentag» (2017)